# Estación Tomberg
La estación Tomberg es una estación del metro de Bruselas que da servicio al ramal este de la actual línea 1, anteriormente conocida como 1B. Se localiza en la municipalidad de Woluwe-Saint-Lambert/Sint-Lambrechts-Woluwe; teniendo una de sus entradas directamente bajo el ayuntamiento local. La estación fue inaugurada el 20 de enero de 1976.
Hasta 1982, cuando la línea se extendió hasta Alma, Tomberg era la estación de término de la línea 1B. 
Tras la renovación en 1998, los andenes y las salas interiores fueron decorados con las obras llamadas L'Alphabet Azart, creadas por Guy Rombouts y Monica Droste. Los azulejos son de vidrio, y las paredes que se encuentran detrás están esmaltadas en color azul o crema, con signos y símbolos. Se representa el abecedario mediante animales, plantas y personas.